# Jonathan Hensleigh
Jonathan Blair Hensleigh, född 13 februari 1959 i Middlesex County i Massachusetts, är en amerikansk manusförfattare och filmregissör, som främst arbetar inom actionäventyrsgenren. Han är mest känd för att ha skrivit manus till filmer som Jumanji, Die Hard – Hämningslöst och Armageddon, samt för att ha regisserat den serietidningsbaserade actionfilmen The Punisher från 2004, som var hans filmdebut som regissör. Han är sedan år 1995 gift med film- och TV-producenten Gale Anne Hurd.

## Filmografi
- 1992–1995 – Indiana Jones äventyr (TV-serie) (manusförfattare, fem avsnitt)
- 1993 – Äventyret i Kalahariöknen (manusförfattare)
- 1995 – Die Hard – Hämningslöst (manusförfattare)
- 1995 – Jumanji (manusförfattare)
- 1997 – Helgonet (manusförfattare)
- 1998 – Armageddon (manusförfattare)
- 2004 – The Punisher (regissör och manusförfattare)
- 2007 – Next (manusförfattare)
- 2007 – Welcome to the Jungle (regissör och manusförfattare)
- 2011 – Kill the Irishman (regissör och manusförfattare)
- 2021 – The Ice Road (regissör och manusförfattare)
- TBA – The Ice Road 2: Road to the Sky (regissör och manusförfattare)